# Renato Júnior
Pour les articles homonymes, voir Renato.
Renato Júnior, né le 5 juin 2002 à São Paulo, est un footballeur brésilien qui joue au poste d'avant-centre au Al-Wasl FC.

## Biographie

### Carrière en club
Né à São Paulo au Brésil, Renato Júnior est formé par le club de Diadema, où il commence sa carrière professionnelle,. Il joue son premier match avec l'équipe première du club le 4 novembre 2020 en Coupe de São Paulo. 
L'année suivante il prend part au Campeonato Paulista, avant d'être prêté au Portimonense SC, en première division portugaise,.
Passé par le club de première division brésilienne du Goiás EC, toujours en prêt, Júnior rejoint le Viborg FF le 31 janvier 2023, signant un contrat s'étendant jusqu'en juin 2026 avec l'équipe de Superliga danoise,.